# Sabinait
Sabinait ist ein sehr selten vorkommendes Mineral aus der Mineralklasse der „Carbonate und Nitrate“ (ehemals Carbonate, Nitrate und Borate, siehe Klassifikation). Es kristallisiert im monoklinen Kristallsystem mit der Zusammensetzung Na4Zr2Ti[O|CO3]4, ist also chemisch gesehen ein Natrium-Zirconium-Titan-Carbonat.
Sabinait ist farblos und durchsichtig und entwickelt nur kleine, pseudohexagonale Kristalle von einigen zehntel Millimetern Durchmesser mit blättrigem bis schuppigem Habitus und glasähnlichem Glanz auf den Oberflächen. Meist findet er sich in Form kompakter, kalkartiger und seidig schimmernder Mineral-Aggregate sowie pulvriger Krusten.

## Etymologie und Geschichte
Erstmals entdeckt wurde Sabinait im Steinbruch „Francon“ nahe Montreal in Kanada und beschrieben 1980 durch John Leslie Jambor, B. Darko Sturman und G. C. Weatherly, die das Mineral nach der Mineralogin Ann Phyllis Sabina Stenson (* 1930) benannten. Sie ermöglichte durch ihre Sammlung ausreichender Mengen des Minerals dessen genaue Charakterisierung.

## Klassifikation
In der veralteten 8. Auflage der Mineralsystematik nach Strunz war der Sabinait noch nicht aufgeführt.
In der zuletzt 2018 überarbeiteten Lapis-Systematik nach Stefan Weiß, die formal auf der alten Systematik von Karl Hugo Strunz in der 8. Auflage basiert, erhielt das Mineral die System- und Mineralnummer V/C.05-010. Dies entspricht der Klasse der „Nitrate, Carbonate und Borate“ und dort der Abteilung „Wasserfreie Carbonate, mit fremden Anionen“, wo Sabinait als einziges Mineral eine unbenannte Gruppe mit der Systemnummer V/C.05 bildet.
Die von der International Mineralogical Association (IMA) zuletzt 2009 aktualisierte 9. Auflage der Strunz’schen Mineralsystematik ordnet den Sabinait in die Klasse der „Carbonate und Nitrate“ und dort in die Abteilung „Carbonate mit zusätzlichen Anionen; ohne H2O“ ein. Hier ist das Mineral in der Unterabteilung „Mit Alkalien usw.“ zu finden, wo es als einziges Mitglied eine unbenannte Gruppe mit der Systemnummer 5.BB.20 bildet.
In der vorwiegend im englischen Sprachraum gebräuchlichen Systematik der Minerale nach Dana hat Sabinait die System- und Mineralnummer 16a.05.04.01. Das entspricht der Klasse der „Carbonate, Nitrate und Borate“ und dort der Abteilung „Carbonate - Hydroxyl oder Halogen“. Hier findet er sich innerhalb der Unterabteilung „Carbonate - Hydroxyl oder Halogen mit verschiedenen Formeln“ als einziges Mitglied in einer unbenannten Gruppe mit der Systemnummer 16a.05.04.

## Bildung und Fundorte

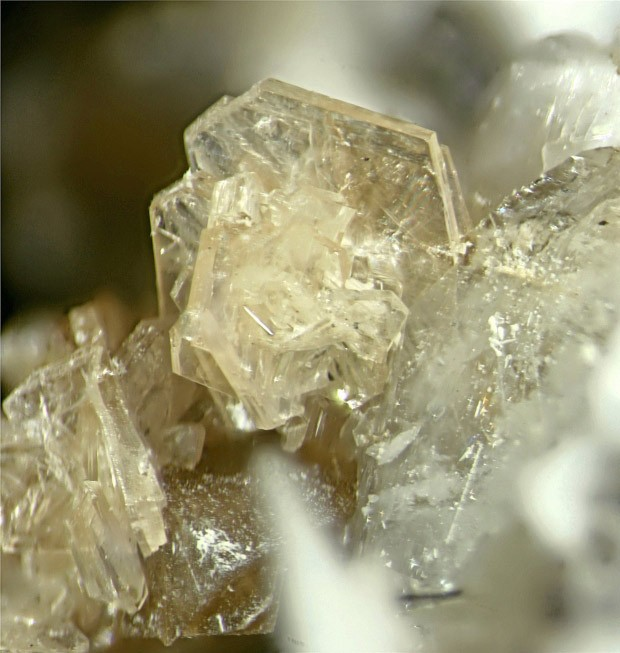
Blättriges Sabinait-Aggregat aus dem Steinbruch Poudrette, Kanada (Sichtfeld 4,7 × 4,9 mm)

Sabinait bildet sich in dawsonithaltigen Silicocarbonatiten und in Hohlräumen von Sodalith-Syeniten. Als Begleitminerale können neben Dawsonit und Sodalith unter anderem noch Aegirin, Albit, Analcim, Ankerit, Baryt, Calcit, Dolomit, Galenit, Ilmenorutil, Kryolith, Mikroklin, Pektolith, Pyrit, Quarz, Siderit und Weloganit auftreten.
Neben seiner Typlokalität Steinbruch „Francon“ bei Montreal ist bisher (Stand: 2013) nur noch der Steinbruch „Poudrette“ am Mont Saint-Hilaire in Kanada als Fundort für Sabinait bekannt.

## Kristallstruktur
Sabinait kristallisiert monoklin in der Raumgruppe C2/c (Raumgruppen-Nr. 15) mit den Gitterparametern a = 10,20 Å; b = 6,62 Å; c = 17,96 Å und β = 94,1° sowie 4 Formeleinheiten pro Elementarzelle.